# 小行星2460
小行星2460（2460 Mitlincoln）是一颗围绕太阳公转的小行星。1980年10月1日，勞倫斯·G·塔夫（Laurence G. Taff）、大衛·E·比蒂（David E. Beatty）在索科罗发现了此天体。
該小行星以麻省理工學院林肯實驗室命名。
这颗小行星的绝对星等为303.87924等。